# Todos me miran
«Todos me miran» es el primer sencillo del álbum recopilatorio La trayectoria de la cantante mexicana Gloria Trevi. Esta es una canción del álbum con ritmos que van desde el pop latino, dance y electro con una influencia que incluye un breve arreglo musical tomado del clásico «Soy rebelde» de la cantante españolabritánica Jeanette y «I Will Survive» de Gloria Gaynor.
Con esta nueva producción Gloria logró ingresar nuevamente a los conteos internacionales de música. Fue un éxito sin igual en toda Latinoamérica, Estados Unidos, México y le devolvió la popularidad que había establecido en los noventa en la región europea, escalando a las primeras posiciones en países como Croacia, Bélgica, Suecia, Alemania, Rumanía, Italia y Francia y reafirmando su estatus de estrella consagrada en su mercado más fuerte de ese continente, España. Todos me miran se convirtió en su mayor éxito a nivel internacional desde Pelo suelto, de mismo modo es considerada su canción más representativa y una de las responsables de construir el pop en español durante los años 2000, abriendo las puertas al mercado extranjero a lo que serían las nuevas generaciones musicales. A día de hoy es uno de los mayores referentes en la cultura del pop latino a nivel mundial y estableció a Gloria como el mayor Icono LGBT de habla hispana.
La canción fue nominada en la categoría "Video del Año" y se presentó como el acto de apertura en la ceremonia de los Premios lo Nuestro 2007. También fue nominada en los Premios Oye! como "Grabación del Año" en el 2007 y ganó un premio en la Sociedad de Autores y Compositores de México (SACM) por la composición del mismo. En España en la gala de Los 40 Music Awards fue nominada como "Canción Latina del Año" mientras que Gloria Trevi contó con una nominación a "Mejor Acto Mexicano". Tanto en los Premios Orgullosamente Latino 2007 como Premios de la Gente recibió una nominación como "Canción del Año" y a "Artista Latina del Año".
Durante la década pasada, Billboard la colocó en su listado de Las 50 mejores canciones latinas de la Historia en reconocimiento a su contribución en la cimentación de la cultura pop hispana durante los años 2000.
Su gran repercusión dentro de la Comunidad LGBT convirtió a «Todos me miran» en uno de los himnos LGBT de la música en español. La cadena americana televisiva MTV la incluyó entre "Los 10 más grandes himnos LGBT de todos los tiempos".
En el 2022 Billboard magazine enumeró a Todos me miran como uno de los 20 mejores vídeos latinos para celebrar y honrar el Orgullo Gay, refiriéndose a él: ...Es hablar de un himno. El clásico “Todos Me miran” de Gloria Trevi solo mejora con cada escucha. El video de la canción comienza con un hombre guapo que de repente comienza a llorar y luego comienza a maquillarse. "Solo era lo que querías ver", dice la letra. Cuando la estrella mexicana actúa, todos los ojos están puestos en Trevi.

## Antecedentes
Es una canción escrita en su totalidad por la cantante durante un viaje en avión inspirada en la historia de un amigo gay que era discriminado por su padre, donde denuncia el abuso de la sociedad contra las mujeres y especialmente la Comunidad LGBT, siendo un himno de irreverencia y con el mensaje de sobreponerse ante la ignorancia de las personas.
Gloria se reunió con el productor Armando Ávila quién había creado varios éxitos para otros artistas, mezclando ritmos dance, pop latino y rock para funcionarlos y crear lo que se convertiría más adelante en uno de los temas más emblemáticos del Pop en Español de la historia.

## Información
La canción es considerada un himno para la comunidad LGBT, debido a la alusión que se hace en la letra de la canción a la liberación gay, siendo aclarada por la propia artista:

Me identifico con la canción porque (al escribirla) pensé en la sociedad que me señalaba, la canción nace con un amigo mío que es gay y me contó el rechazo que vivió con su familia. Yo sabía lo que era ese sentimiento de ser rechazado por quien tú amas y pensé que esa historia la tenía que contar yo no quisiera que ninguno de mis hijos fuera gay porque sé que se tendrían que enfrentar a prejuicios sociales y porque me gustaría ser abuela y porque yo creo que lo más feliz es lo que Dios hizo, así como perfecto, el hombre y la mujer como pareja.

Sin embargo, esa no es la realidad, hay hombres que maltratan a las mujeres o mujeres que le ponen los cuernos al hombre, entonces prefiero un hijo feliz a un hijo que haga daño. Si me dices: 'tu hijo va a ser macho, pero va a lastimar a su familia, o que va a ser gay y va a tener una pareja y será feliz', prefiero lo segundo.
Gloria Trevi

## Video
El video promocional de la canción, se filmó en una de las discotecas más importantes del sur de la Ciudad de México el 11 de junio de 2006. Bajo la dirección de la misma Gloria y Paco Guerrero, la cantante y su equipo permanecieron más de dieciséis horas trabajando en el proyecto en el cual participaron sus amigos y fanáticos travestís para personificar junto a Trevi como sus exóticos bailarines. Narra la historia en paralelismo de un joven gay rechazado por su padre ante su orientación sexual, a la par de una mujer (Gloria), que es abusada y golpeada por su pareja, mientras que ambos son juzgados por toda la sociedad, bajo sus miradas perjuiciosas pero que finalmente para bien o para mal todos miran. 
El videoclip debutó en el programa "Primer Acto" el 27 de junio del mismo año, contó con una aceptable rotación en los canales de Ritmoson y MTV (Latinoamérica). Actualmente el vídeo no se encuentra disponible en el canal oficial de YouTube de la cantante, sino en una cuenta independiente de fanes, aun así supera ya los 85 millones de visualizaciones.

## Recepción comercial
La canción fue lanzada como primer sencillo de lo que sería la primera grabación como DVD de Gloria titulado La trayectoria. Fue distribuido como CD único y también en descarga digital a nivel mundial. En un principio su disquera de ese entonces Univision Music Group no apostó en grandes inversiones promocionales para el sencillo principalmente en los Estados Unidos, donde no contó con el apoyo de las emisoras de música latina y lo cual afectó gravemente su rendimiento en el territorio alcanzando la posición 32 en el Hot Latin Songs y los primeros veinte lugares del Latin Pop Songs la listas más importantes de la Billboard, en las cuales se mantuvo por más de 35 semanas. Para el año 2011 Nielsen SoundScan reportó que se habrían distribuido unas 107.429 copias digitales del sencillo en los Estados Unidos
En México su país natal inmediatamente se apoderó de las primeras posiciones en las listas de éxitos, dominando el Monitor Latino y Spanish Airplay como el tema más transmitido durante ocho semanas, en ventas físicas y digitales ocupó el primer puesto de la Asociación Mexicana de Productores de Fonogramas y Videogramas (AMPROFON), impulsando la comercialización de La trayectoria y le permitió ser ganador de un disco de oro por las más de 75.000 copias vendidas en territorio mexicano.
Para Latinoamérica marcó su regreso triunfal en las radios y programas de televisión, cosechando una cálida y veloz acogida por parte del público general. Se posicionó como el tema más consumido a nivel nacional en ocho países de la región del Monitor Latino, entre ellos: Argentina, Colombia, Chile, Ecuador, Bolivia, Guatemala, Perú y República Dominicana, permitiéndole a Gloria visitar la mayoría de estos con su gira de ese entonces Trevolution. Especialmente en Argentina Gloria ofreció varios perfomances en los programas televisivos más importantes del país como Américan Idol y el Show de Susana Giménez interpretando «Todos me miran». En otros países como Brasil la canción llegó a la segunda posición en el conteo Internacional Airplay su mayor éxito en el país hasta la fecha, por su parte en Venezuela se colocó entre los primeros diez nacionalmente del Record Report mientras que en Puerto Rico fue número dieciséis, a la vez que Gloria realizaba dos conciertos en el país.
En Europa se posicionó entre los temas más sonados en las radios y discos de varios países. El más significativo sería España, donde logró la primera posición por más de 5 semanas en la cadena radial Los 40 (España) hecho que le valdría una nominación en la gala Los 40 Music Awards del 2007 en la categoría de canción latina del año. En la lista de ventas físicas y digitales del país ibérico Top 50 Physical Sales quedaría en la cuarta casilla, a la vez que se convertiría en una de las 100 canciones más populares del país en los gráficos anuales desde el 2007 hasta el 2009, años en los que Gloria se presentó en uno de los festejos más importantes del país, el Festival de Gran Canaria en conmemoración del Orgullo Gay, realizando un concierto frente a más de 4000 asistentes y coronada como Reina del Orgullo Gay. En el año 2010 «Todos me miran» ya era un himno consolidado en el país y su mayor éxito desde Pelo Suelto. En el mismo año Universal Music Latin Entertainment su disquera que distribuyó Una Rosa Blu Deluxe Edition en España, reportó que se habían comercializado más de 95.000 copias en descargas digitales y polifónicas de la canción en la madre patria, a la vez que Psicofonía era certificado con un Disco de oro.
En otras regiones europeas como Suecia fue un gran éxito comercial llegando a la posición doce del Hit Parade internacional, dominando esa semana el conteo como la única canción femenina latina, en Rumania y Alemania lograría colocarse entre los 50 más consumidos en los conteos de Hot Airplay. En Italia la Federación de la Industria Musical Italiana reportó su aparición en el puesto 68 del conteo, la más alta de su carrera hasta ese entonces, mientras que en Francia el 73 del conteo 200 Latin Airplay.

## Posicionamiento en listas
| Listas                                | Mejor posición |
| ------------------------------------- | -------------- |
| Argentina (Monitor Latino)            | 1              |
| Chile (Monitor Latino)                | 1              |
| Colombia (Monitor Latino)             | 1              |
| México (Monitor Latino)               | 1              |
| México (Spanish Airplay)              | 1              |
| México (Amprofon)                     | 1              |
| Ecuador (Monitor Latino)              | 1              |
| Bolivia (Monitor Latino)              | 1              |
| Guatemala (Monitor Latino)            | 1              |
| Perú (Monitor Latino)                 | 1              |
| República Dominicana (Monitor Latino) | 1              |
| España (Los 40 Principales)           | 1              |
| Brasil (Internacional Airplay)        | 2              |
| España (Spanish Singles Chart)        | 4              |
| Venezuela (Record Report)             | 9              |
| Suecia (Hitparade 100)                | 12             |
| Puerto Rico (Los 40 Fidelity)         | 16             |
| Estados Unidos (Latin Pop Songs)      | 18             |
| Estados Unidos (Hot Latin Songs)      | 32             |
| Rumanía (AirPlay 40)                  | 36             |
| Alemania (Hot 50)                     | 42             |
| Italia (FIMI)                         | 68             |
| Francia (Hot 200 Latino)              | 73             |

## Ventas
| País                      | Organismo         | Ventas  |
| ------------------------- | ----------------- | ------- |
| Bandera de España         | UMG               | 95.000  |
| Bandera de Estados Unidos | Nielsen SoundScan | 107.429 |

## Premios y nominaciones
| Año  | Trabajo nominado | Premiación                                          | Categoría                | Resultado |
| ---- | ---------------- | --------------------------------------------------- | ------------------------ | --------- |
| 2007 | Todos me miran   | Premios Lo Nuestro                                  | Video del Año            | Nominada  |
| 2007 | Todos me miran   | Premios Oye!                                        | Grabación del Año        | Nominada  |
| 2007 | Todos me miran   | Sociedad de Autores y Compositores de México (SACM) | Canción del Año          | Ganadora  |
| 2007 | Todos me miran   | Los 40 Music Awards                                 | Canción Latina del Año   | Nominada  |
| 2007 | Gloria Trevi     | Los 40 Music Awards                                 | Mejor Acto Mexicano      | Nominada  |
| 2007 | Gloria Trevi     | Premios Orgullosamente Latino 2007                  | Artista Femenina del Año | Nominada  |
| 2007 | Todos me miran   | Premios Orgullosamente Latino 2007                  | Canción del Año          | Nominada  |

## Legado y repercusión
- La canción fue utilizada como cortina musical al inicio de cada capítulo de la telenovela chilena Amor por accidente.
- Ha sido editada en más de cinco idiomas en distintos países del mundo por su impacto en la cultura popular.
- En 2013, la actriz y cantante uruguaya Natalia Oreiro reinterpretó la canción para un comercial televisivo de la marca de champú Sedal.[18][19] También fue lanzado como sencillo en diciembre de ese año.[20]
- En 2013, en el programa de Antena 3, Tu cara me suena fue imitada por la cantante y actriz Melody.
- Fue versionada por la cantante colombiana Kali Uchis para promocionar su gira musical de 2016.
- La cantante mexicana Alejandra Guzmán realizó un cover de la canción durante 2017 para el disco Versus.
- Formó parte de la banda sonora de la exitosa serie de Netflix, "La Casa de las Flores" junto a otros temas de la cantante.
- Durante 2020 fue editada en el idioma italiano para su distribución en el país por el cantante Cristiano Malgioglio.